# Boi
I Boi (sing. Boio) o Galli Boi furono una popolazione celtica dell'Età del ferro originaria dell'Antica Gallia, dove erano stanziati fin dal VI secolo a.C., o dell'Europa centrale, forse dalla stessa regione che ancor oggi porta il loro nome: Boemia.

## Storia

### In Italia

Le popolazioni della Gallia cisalpina 391-192 a.C.

Di loro ci parla lo stesso Plutarco nella Vita di Romolo. Egli narrando dell'episodio della giovane fanciulla Tarpeia, al tempo del primo fondatore di Roma, Romolo, sosteneva vi fosse una seconda versione a quella ufficialmente accettata dalla storiografica dell'epoca, secondo la quale, per quanto inverosimile, Tarpeia avrebbe consegnato la rocca capitolina, non già ai Sabini bensì ai Celti Boii, poiché si era innamorata del loro re. La stessa sarebbe stata, infine, gettata nel fiume Po ricoperta dalle loro armi.
Un suo ramo migrò agli inizi del quinto secolo a.C. (forse dall'Aquitania) in Italia nella valle padana attraverso il passo del San Gottardo. Plinio il Vecchio sostiene che l'insediamento di Laus Pompeia, l'antica Lodi, fu fondato dai Boi.
Catone sosteneva che il popolo dei Boi fosse composto da 112 tribù.
Nell'Italia cispadana, invasero i territori degli Etruschi della città di Felzna (nome latinizzato in Felsina), l'odierna Bologna. Non si conosce il nome dato dai Boi alla città conquistata, ma si presume che il nome latino Bononia tragga origine dal toponimo usato dai Boi.
La storia riportata da Polibio narra che i Boi arrivarono a Felsina chiamati da Ateste, ricco commerciante felsineo che voleva vendicarsi dei suoi concittadini che non gli avevano riconosciuto dei diritti sul patrimonio del giovane Lucumone, di cui era tutore. Sempre la leggenda narra che nemmeno i Boi diedero ragione ad Ateste, ma che i doni da lui portati ai Celti li conquistarono a tal punto che questi decisero di trasferirsi dove i doni erano prodotti.
Dagli scavi e dagli studi archeologici si può desumere che ad un certo tempo Felsina era circondata da villaggi abitati da Celti e che gli Etruschi avevano organizzato nell'Etruria padana una confederazione di città, simile a quella esistente nell'Etruria storica. Di questa confederazione avrebbero fatto parte anche le antiche città di Spina e Marzabotto, ma probabilmente in seguito alle tensioni con i Celti, con i Romani e con i Campani dell'Etruria campana a sud, gli Etruschi si ritirarono nell'Etruria storica, lasciando volontariamente Felsina ai Celti Boi. Questo dato potrebbe essere confermato dal cambio di denominazione toponimica, fatto assai raro e che si verifica solo in caso di sostituzione di popolo o conquista totale e mai in caso di fusioni fra popolazioni.  Il territorio dei Boi si estendeva, verso oriente, fino al fiume Montone, oltre il quale aveva inizio il territorio dei Galli Senoni.
I Boi furono sconfitti nel 225 a.C. dall'esercito romano, guidato dal console Lucio Emilio Papo, nella località di Campo Regio presso il promontorio di Talamone, anche se poi, nel 216 a.C., riuscirono a vincere Lucio Postumio Albino, consul designatus, nella Battaglia della Selva Litana.
Nel 189 a.C., per sfuggire ai romani, una parte dei Boi si rifugia oltre le Alpi presso gli Scordisci del Danubio. Strabone racconta che riuscirono a respingere gli attacchi dei Cimbri (attorno al 113 a.C.), che poi proseguirono la loro marcia per la Pannonia, il Norico e poi la Gallia, dove si scontrarono con gli eserciti romani.

### Il ramo orientale dei Celti Boi

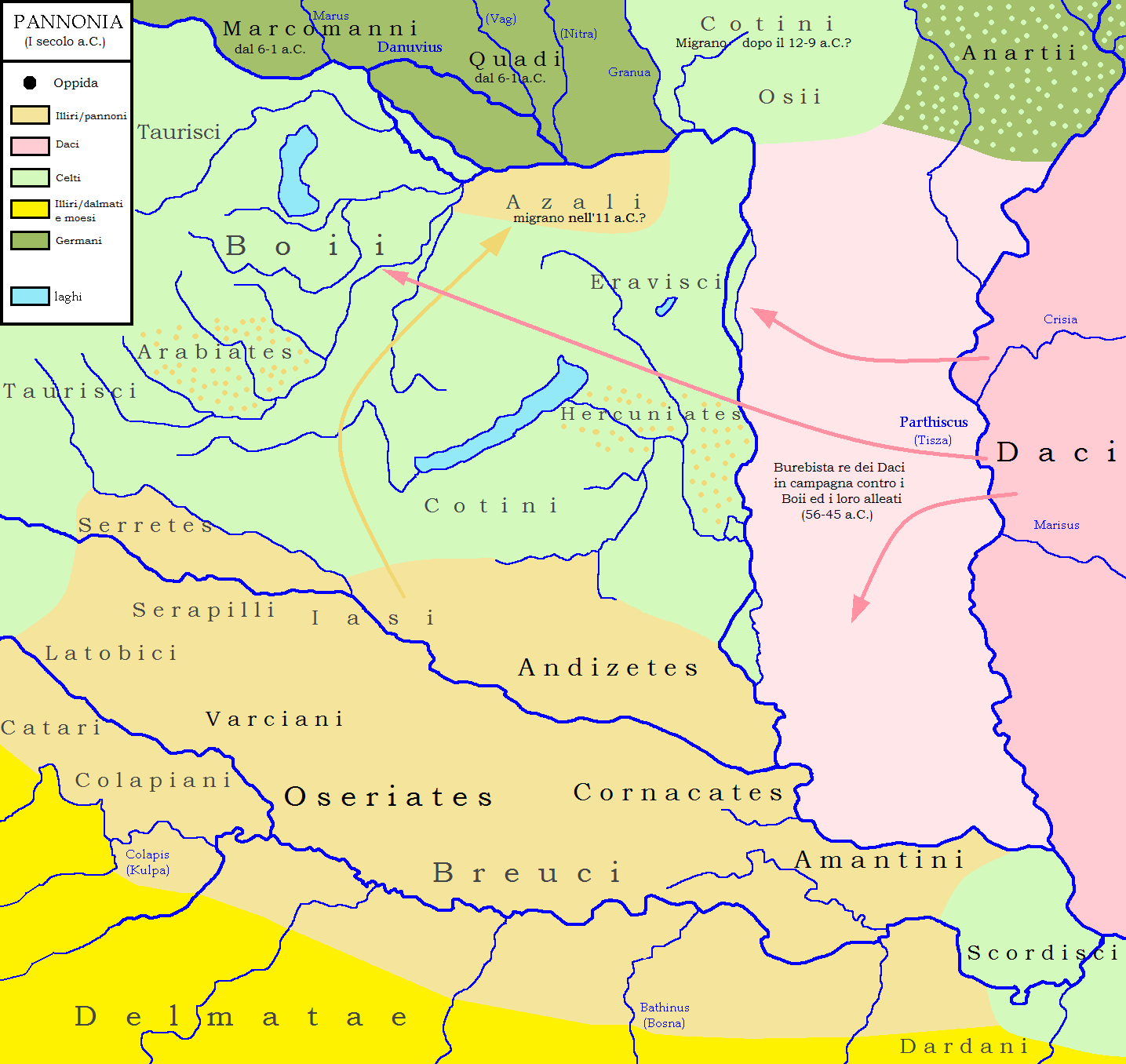
Le popolazioni illiriche e celtiche della Pannonia prima della conquista romana nel I secolo a.C.

Il ramo più orientale dei Celti Boi lo troviamo in Pannonia, nella regione del lago Balaton, nel primo secolo a.C. Trovarono rifugio in Boemia in seguito alla guerra condotta contro di loro dal re dei Daci Burebista attorno al 50 a.C. In seguito furono in parte annientati ed in parte assimilati dai Marcomanni di Maroboduo, questi ultimi migrati dalle terre del fiume Meno dopo il 9 a.C.